# François de Cuvilliés l'Ancien
François de Cuvilliés (23 octobre 1695, Soignies - 14 avril 1768, Munich), est un architecte, né en comté de Hainaut.
Il est reconnu comme l'un des maîtres du rococo bavarois. Son style très ornemental et riche en motifs végétaux est diffusé au travers de toute l'Europe grâce à une série de gravures publiées en 1738.
François de Cuvilliés dit l'Ancien est le père de l'architecte François Cuvilliés le Jeune (1731-1777).

## Biographie

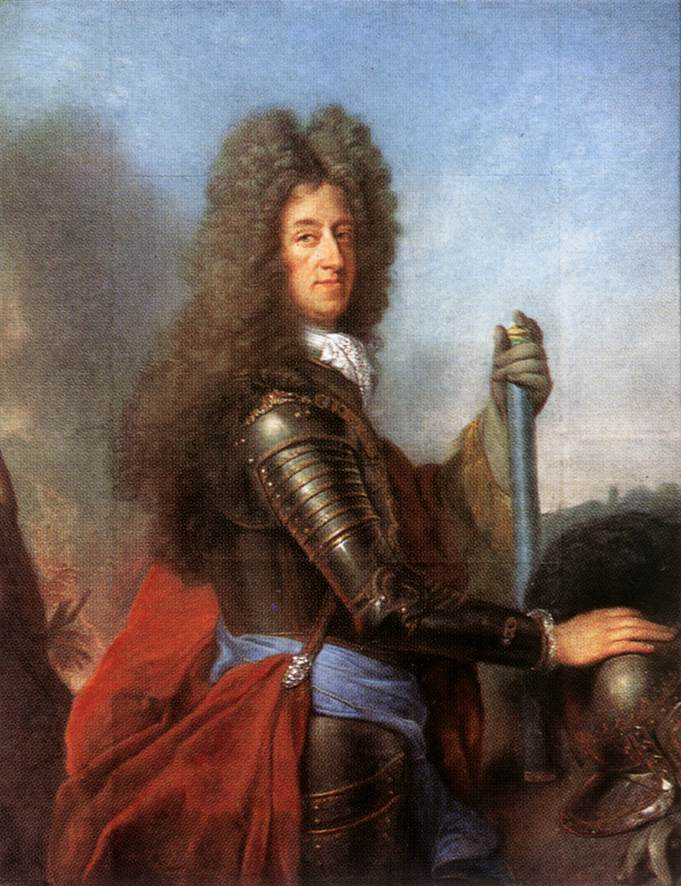
Maximilien Emmanuel de Bavière

Jean François Vincent Joseph Cuvilliés naquit le 23 octobre 1695, dans la petite ville de Soignies dans le comté de Hainaut, qui faisait partie à l'époque des Pays-Bas espagnols, où le prince-électeur Maximilien-Emmanuel de Bavière exerçait la fonction de gouverneur général. Cuvilliés était l'avant-dernier d'une famille de six enfants. 
En 1706, avant son onzième anniversaire, il trouva abri à la cour du souverain à Mons. Maximilien-Emmanuel, qui avait dû quitter la Bavière en 1704, après la défaite de Hochstatt, au cours de la guerre de Succession d'Espagne, entretenait durant son exil une petite cour, d'abord à Bruxelles, plus tard à Mons, où l'on se divertissait avec des pièces de théâtre, des concerts et des chasses. Cuvilliés était chétif et de petite taille, le duc-électeur en fit son nain de cour. Il suivit la cour à Paris, Namur, Compiègne, Saint-Cloud et finalement, après le traité de Rastatt, en avril 1715, à Munich. 
Cuvilliés, dont les talents de dessinateur avaient été remarqués par le prince électeur, fut nommé à Munich dessinateur des bâtiments de la cour. Comme Louis XIV en France, le souverain absolu de Bavière, prit pour devoir de protéger systématiquement les talents particuliers. Il fit ainsi étudier à Cuvilliés les mathématiques et l'art de la fortification. Malgré sa petite taille, il le fit entrer en 1717, comme porte-drapeau, dans son régiment. De cette manière, il se trouvait entretenu financièrement et restait dans le plus proche entourage de Maximilien-Emmanuel, pour lequel il dut probablement continuer à dessiner. 
De 1720 à 1724 le prince électeur l'envoya à Paris, pour y étudier la nouvelle architecture et la décoration d'intérieur moderne de l'époque, et pour faire connaissance avec les derniers mouvements artistiques. Le « Style Régence », qui doit son nom à la régence (1715-1723) de Philippe d'Orléans, durant la minorité de Louis XV resta le style prédominant jusqu'en 1730, c'est lui qui fut le point de départ de la future création architecturale et décorative de Cuvilliés. Au cours de son séjour à Paris, il se familiarisa avec les règles de la « distribution » (agencement des pièces), de la « convenance » (juste relation entre la taille et le degré de décoration d'un bâtiment, et le rang de son propriétaire) et de la « bienséance » (juste mesure de la décoration des intérieurs).

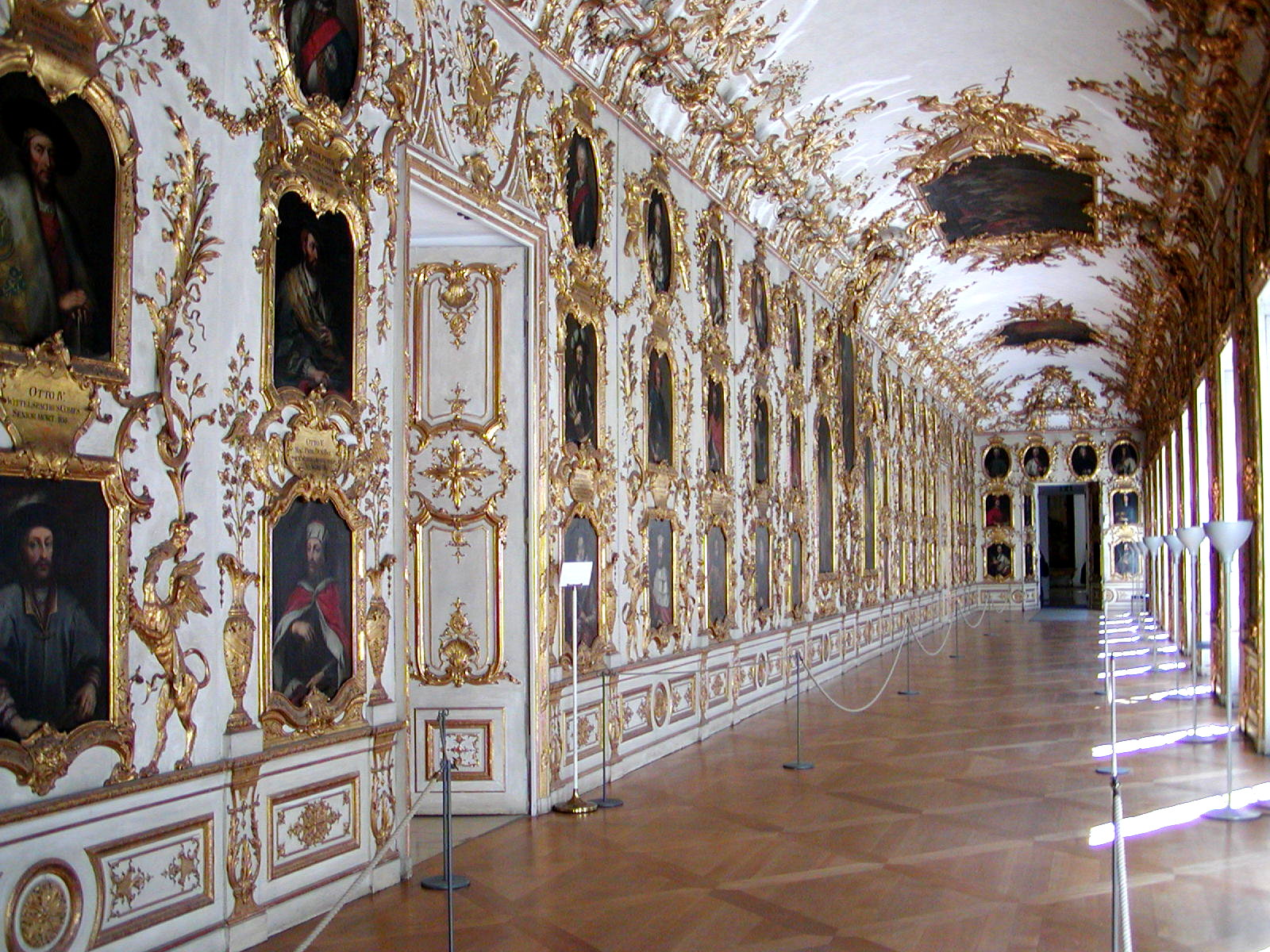
Galerie des Ancêtres de la résidence de Munich

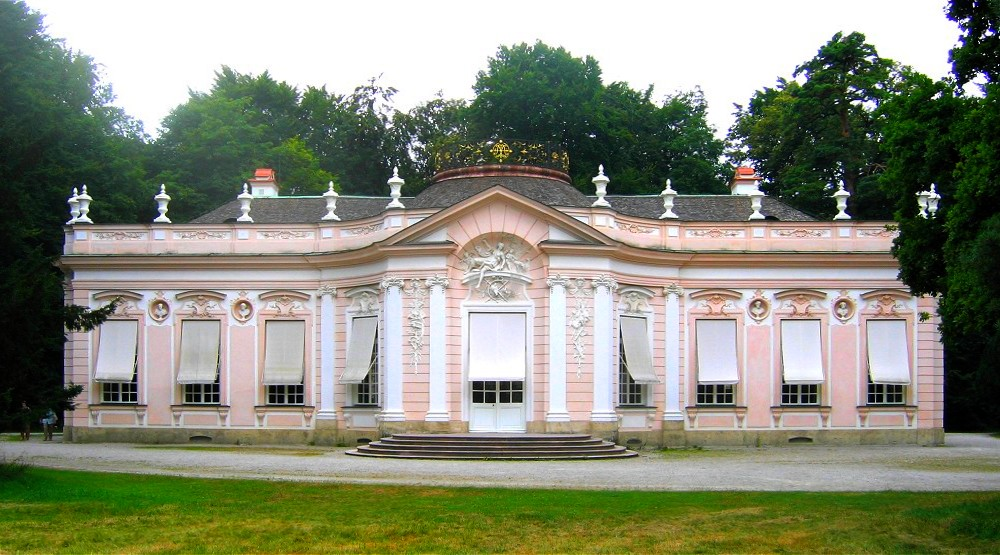
Le pavillon d'Amalienburg à Nymphenburg.

De retour à Munich, Cuvilliés put faire usage de ses expériences parisiennes pour l'arrangement décoratif du château de Schleissheim, en tant que maître des bâtiments, depuis 1725 sous les ordres de Joseph Effner (1687-1745), maître en chef des bâtiments de la cour. Bien qu'il fût un subordonné de Effner, Cuvilliés qui ne devint qu'en 1763 maître en chef des bâtiments de la cour, le surpassa bientôt en influence et, c'est lui qui, de 1730 à 1740, sous le règne du prince-électeur Charles-Albert de Bavière, détermina le style à la cour de Munich, en raison de ces grandes qualités d'architecte et de décorateur. 
Cuvilliés travailla aussi pour le frère du prince-électeur de Bavière, l'archevêque-électeur de Cologne, Clément-Auguste de Bavière. Il fournit des dessins pour le château Augustusburg à Brühl (1728-1740) et construisit le petit château de Falkenlust (1729-1734). Dans la résidence de Munich, il créa, au début en travail commun avec Effner, des enfilades de pièces qui appartiennent de nos jours, malgré les destructions de la deuxième guerre mondiale et les restaurations qui suivirent, à ce que le musée de la Résidence a de plus grande valeur à présenter au public : la galerie des Ancêtres (1726-1730) avec l'ancien cabinet du Trésor, de nos jours cabinet des Porcelaines (1730-1733), et l'appartement aux « Riches Pièces » (1729-1733) avec la galerie Verte (1731-1734). Avec le concours des artisans d'art qui exécutèrent ses projets, Cuvilliés réussit ici des chefs-d'œuvre de décoration d'intérieur, et, partant du style régence, développa un style de cour très spécifique. Le rococo de l'Allemagne du sud vit le jour dans la Résidence électorale. L'Amalienbourg (ainsi nommé d'après l'épouse du prince-électeur Charles-Albert), construite par Cuvilliés entre 1734 et 1739 dans le parc du château de Nymphenburg, représente le sommet de ce style de cour du début du rococo. 
Les hôtels particuliers qu'il construisit à la même époque pour la noblesse, reflètent cet élégant rococo de cour. À la différence des Français, il se laissa volontiers inspirer par les artistes du pays et il développa un art de la décoration d'intérieur où, l'ensemble des décors prit de plus en plus un rôle imagé constructif, et où l'ornement gagna, grâce à son abondance en motifs figurés et figuratifs, une inépuisable richesse de forme.

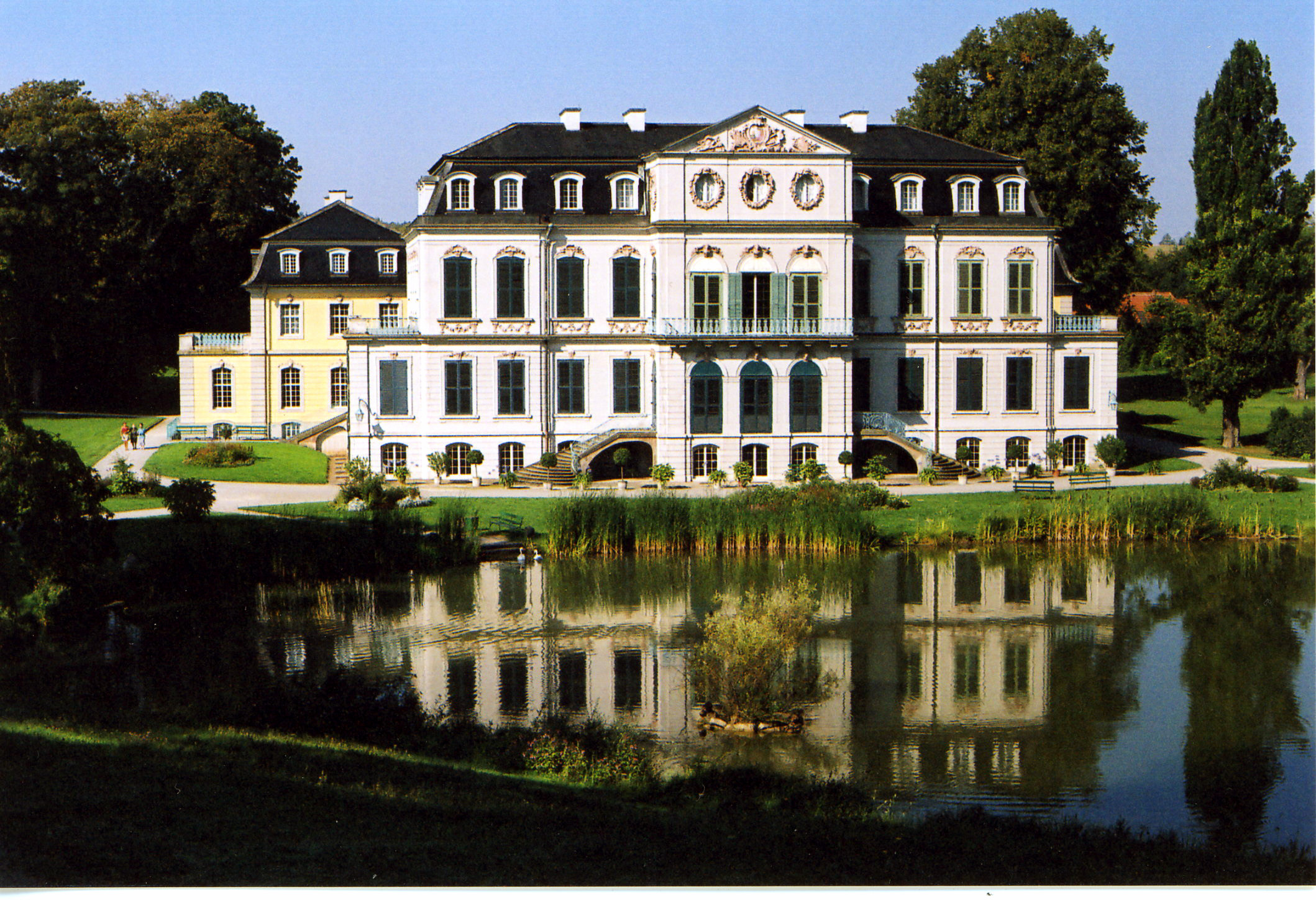
Wilhelmsthal, Land de Hesse, 1743

La période de construction, à la cour de Bavière, fut provisoirement terminée, lorsque, en 1742, le prince-électeur Charles-Albert, fut sacré empereur romain germanique. Quelques jours après le sacre, la Bavière était occupée par les troupes autrichiennes. En 1745, à la mort de Charles-Albert, la situation militaire, économique et financière de la cour électorale semblait désespérée. Son successeur, Maximilien III Joseph réussit, il est vrai, à ratifier, dans la même année, la paix séparée de Füssen, mais seule le traité d'Aix-la-Chapelle (1748) mit fin à la guerre de la Succession d'Autriche. Durant cette période d'économies, il n'y avait que très peu d'occupations pour les artistes attachés à la cour ; Cuvilliés resta jusqu'en 1750 sans la moindre commande venant de la cour. D'autre part, ce fut Johann Baptist Gunetzrhainer(1692-1763) et non Cuvilliés qui succéda en 1745 à Effner, en tant que maître en chef des bâtiments de la cour. 
Durant ces années, Cuvilliés se voua à nouveau intensément au dessin. Entre 1738 et 1754, il fit paraître (au début en tant qu'auteur-éditeur) deux séries de gravures en grand format qui comportaient en tout 50 volumes ayant chacun 6 feuillets. Pour le travail de gravure, exécuté d'après ses dessins, il accorda sa préférence à son élève Karl Albert von Lespilliez (1723-1796). Une troisième série, après 1756, fut terminée et complétée par son fils, François Cuvilliés le Jeune (1731 -1777) qui y ajouta la représentation de bâtiments réalisés par son père. Avec ses premiers volumes, Cuvilliés ne chercha pas seulement un succès financier d'éditeur, qui n'eut hélas pas lieu, mais surtout un moyen lui permettant, tout en lui laissant une complète liberté d'expression artistique, d'évoluer avec les artistes de Paris de l'époque, un Juste-Aurèle Meissonnier (1695-1750), un Jacques de Lajoue (1687-1761), un Jean Mondon fils (mort en 1749) et bien d'autres, qui faisaient paraître de comparables séries de gravures, représentant des cartouches et des ornements destinés à servir de modèles de style. Dans ces livres d'ornements, on vit se développer dans les années 1730 du XVIIIe siècle, un nouveau style dont le leitmotiv était la forme rocaille : une forme asymétrique, insaisissable, rythmée et fluctuante, à base de coquilles, de chutes d'eau, de courbes en C et en S, et d'ailes de chauves-souris. Tantôt, cette ornementation encadre des scènes capricieuses ou bucoliques, tantôt, elle remplace des coulisses architecturales, ou bien, avec ses formes fluides et estompées, elle prend la place de l'architecture à la structure statique et au tracé géométrique. 
C'est grâce aux gravures d'ornements, publiées à Augsbourg, qui diffusaient le style Rocaille (1730-1745), et, tout particulièrement, à l'initiative de Cuvilliés, qui fut un des premiers à importer la rocaille dans ses gravures, que les 
artistes de l'Allemagne du sud s'avancèrent dans ces nouvelles voies et développèrent un rococo coloré, parfois fantastique et indiscutablement qualifiable de populaire. Ici, contrairement à l'usage français, la forme rocaille est passée dans la sculpture sur bois et dans le stuc. Vers le milieu du siècle, l'ornement devint le genre éminent, la rocaille le motif le plus courant de la décoration. Influencé aussi bien par les exemples français que par les artistes bavarois de son entourage, tout en continuant de faire évoluer ses œuvres précédentes, Cuvilliés créa parallèlement à cela, une propre variante du style rocaille, un rococo de cour très poussé, qu'il put réaliser pour la première fois dans la construction du nouvel Opéra, ordonnée par le prince-électeur Maximilien III Joseph.

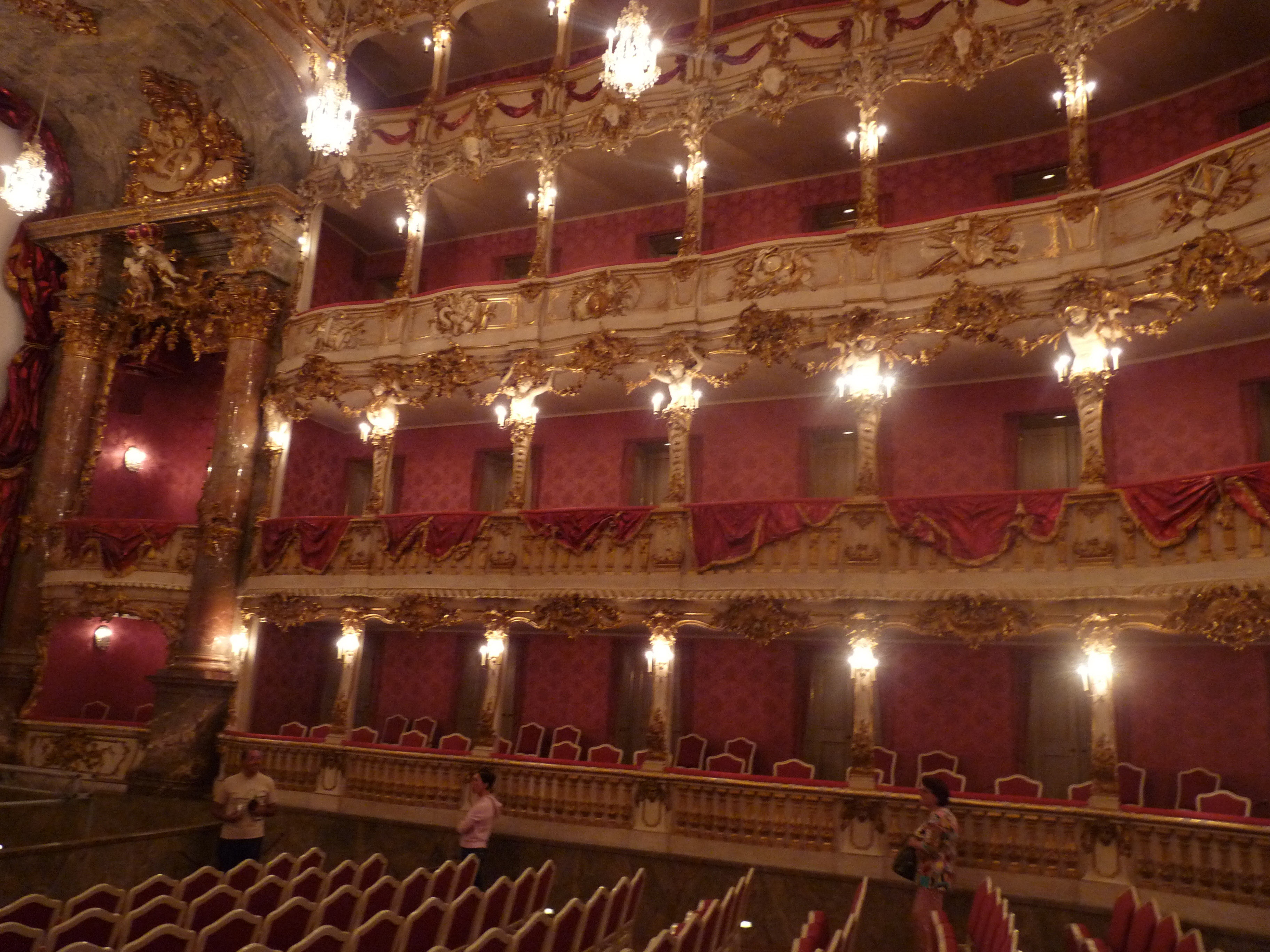
Théâtre de la résidence de Munich

Peu avant, en 1749, Cuvilliés avait réalisé à l'adresse du Landgrave Guillaume VIII de Hesse-Cassel, des dessins pour un nouveau théâtre. Il existe encore deux plans et trois coupes aquarellées, qui sont conservées dans les archives nationales de Hesse, à Marbourg. Bien qu'il ait été conçu d'une dimension équivalant environ à la moitié de celle de l'Opéra construit par la suite à Munich, on retrouve déjà, dans ce théâtre à balcons, doté d'une loge princière centrale, les éléments essentiels de la disposition et on retrouve aussi, tout particulièrement, les motifs de l'ornement. D'après les esquisses, la salle devait donner une impression très bucolique, grâce à l'encadrement naturaliste et coloré de certains motifs de la décoration - des guirlandes de fleurs par exemple - se détachant sur le fond gardé blanc et or des rangées de loges, et grâce aux palmiers encadrant les loges et aux cartouches en rocaille les couronnant. Ce théâtre imaginé par Cuvilliés ne fut pas réalisé, son rococo parut un luxe blâmable, ne convenant pas à une ville marquée par le calvinisme. 
Le « Théâtre Cuvilliés » de la résidence de Munich, terminé en juillet 1755, reste l'œuvre majeure de cet artiste.

## Œuvres
- Château d'Augustusburg, Brühl (1726)
- Pavillon Falkenlust, Brühl (1729)
- façade de l'église des Théatins, Munich (1765-68)
- Décoration de la résidence de Munich (1730-37)
- Théâtre Cuvilliés, aux abords immédiats de la résidence (1751-53)
- Pavillon d’Amalienburg, Nymphenburg (1734)
- Abbaye de Schäftlarn